# Тенканен, Тиина
Ти́ина Те́нканен (фин. Tiina Tenkanen, урожд. Ти́ина Ма́йюри, фин. Tiina Majuri) — финская кёрлингистка.

## Достижения
- Чемпионат Финляндии по кёрлингу среди женщин: золото (1995).

## Команды
| Сезон   | Четвёртый   | Третий          | Второй          | Первый          | Запасной       | Турниры            |
| ------- | ----------- | --------------- | --------------- | --------------- | -------------- | ------------------ |
| 1988—89 | Яана Йокела | Терхи Аро       | Нина Ахвенайнен | Carita Säilä    | Тиина Майюри   | ЧЕ 1988 (12 место) |
| 1988—89 | Яана Йокела | Нина Ахвенайнен | Терхи Аро       | Тиина Майюри    |                | ЧМ 1989 (10 место) |
| 1994—95 | Яана Йокела | Нина Пёллянен   | Анне Эерикяйнен | Лаура Франсилла | Тиина Тенканен | ЧФЖ 1995           |
| 1995—96 | Яана Йокела | Нина Пёллянен   | Анне Эерикяйнен | Лаура Франсилла | Тиина Тенканен | ЧМ 1996 (10 место) |

(скипы выделены полужирным шрифтом)